# Districte de Dumka
El Districte de Dumka (hindi: दुमका जिला) és un dels vint-i-quatre districtes de l'estat de Jharkhand, a la part oriental de l'Índia, Divisió de Santal Parganas. Dumka és la capital administrativa d'aquest districte. Ocupa una superfície de 3716.02 km² i la seva població era d'1.321.096 habitants, segons el cents del 2011

## Història
Els governants musulmans havien intentat confinar als habitants aborígens anomenats pahàries ("muntanyesos") en un cercle limitat per zamindars i jagirs amb capacitat policial per rebutjar incursions a les planes; però el control mai no fou gaire efectiu. El 1765 el govern de Bengala, Bihar i Orissa fou cedit als britànics i el territori va quedar dividit entre dos districtes fins al 1855: la part nord al districte de Bhagalpur i la part sud al districte de Birbhum.
Del 1772 al 1780 els pahàries del que fou després el districte de Santal Parganas van estar revoltats; el [1780] va agafar la direcció de la revolta Tilka Manjhi que va aconseguir ferir al cap de l'exèrcit britànic a al zona. Tilka fou fet presoner i penjat a Bhagalpur el 1785. La represssió intentada contra els pahàries no va servir però entre 1779 i 1784 Augustus Clevland va aconseguir la submissió dels pahàries per mitjans pacífics, donant diners als caps, establint un cos de rangers muntanyencs reclutats entre la tribu i fundant tribunals especial presidit per caps tribals. Aquestes disposicions foren reconegudes pel govern britànic en la regulació I de 1796.
El govern va prendre possessió de tota la zona on vivien els pahàries, sense considerar els zamindaris. que fins aleshores eren els seus propietaris nominals. Finalment el govern va establir el dret britànic a les muntanyes i a tot el territori no cultivat. Un oficial fou nomenat per demarcar els límits de les possessions del govern i els drets dels jagirdars sobre la vall central de Manjhua els foren finalment retornats el 1837. Un superintendent de la regió de Daman fou nomenat el 1835 i els santals, que s'havien establert a la zona el 1820, es van veure encoratjats a netejar la selva i cultivar les valls. Darrere dels santals van arribar els mahdjans (prestadors) biharis i bengalís, que aviat es van dedicar a extorsionar als santals; el poble santal va veure com les terres que havien treballat passaven a mans dels prestadors per les accions de les corts de justicia i el 30 de juny de 1855 es van revoltar dirigits per Sidhu Murmu i el seu germà Kanhu Murmu. Mentre van utilitzar tàctiques de guerrilla van dominar la situació però atrets a camp obert foren derrotats fàcilment, i després els poblats foren saquejats, els joves castrats i les dones violades per liquidar l'esperit de revolta, que el maig de 1856 es va donar per acabada.
Quan va esclatar es va fer una enquesta sobre les seves causes i es va introduir una nova forma d'administració. La regulació XXXVII de 1855 va separar el que fou conegut col·lectivament com el districte de Santal Parganas ("districte de les parganes dels santals"), que fou adscrit a la Presidència de Bengala, del 1912 al 1936 a la província de Bihar i Orissa i després a la de Bihar, integrant la divisió de Bhagalpur, amb una superfície de 14.167 km².
La nova entitat va quedar fora de les regulacions generals i la seva administració en mans d'oficials especials sota el control del tinent governador; les corts ordinàries van deixar de tenir jurisdicció i la policia regular fou traslladada. Santal Parganas es va formar amb cinc "districtes" (de fet cinc subdivisions), un sota un subcomissionat i quatre sota comissionats assistents (cadascun amb un subassistent); el subcomissionat tenia residència a Bhagalpur, i els assistents a altres llocs entre els quals Dumka i Godda, que tenien la meitat del territori, a Deogarh i a Rajmahal. Però aviat la llei ordinària va anar sent aplicada, i el subcomissionat era pràcticament un judge, creant altre cop el descontentament dels santals, que el 1872 van començar a agitar-se, protestant per l'opressió dels zamindars, i es van produir alguns actes de violència; llavors es va instaurar una nova administració, la regulació especial III de 1872 i el va formar un districte no regulat del que el subcomissionat fou nomenat l'oficial de districte amb seu a Dumka en lloc de Bhagalpur (que va continuar com a cap d'un districte); els antics "districtes" (subdivisions) de Deogarh, Rajmahal i Godda van ser establerts formalment com a subdivisions. Pakaur i Jamtara foren agregats a Dumka però més tard van formar subdivisions (el 1901 eren sis subdivisions: Godda, Deogarh, Pakaur, Dumka, Jamtara i Rajmahal). A efectes fiscals va quedar inclòs a la divisió de Bhagalpur.
El districte va existir fins a la independència i després del 1947 fou un dels districtes de l'estat de Bihar. El maig de 1983 el districte fou elevat a divisió i aquesta organitzada en quatre districtes: Dumka, Deoghar, Godda i Sahibganj. Sahibganj es va dividir el 1995 en dos: Sahibganj i Pakur. El novembre del 2000 es va formar l'estat de Jharkhand i el 2001 el districte de Dumka es va dividir en els de Dumka i Jamtara.